# Sungei Durian
Sungei Durian is een bestuurslaag in het regentschap Padang Lawas Utara van de provincie Noord-Sumatra, Indonesië. Sungei Durian telt 697 inwoners (volkstelling 2010).